# Villa Saraceno Bettanin
Villa Saraceno Bettanin, popolarmente citata anche come Palazzo (o Villa) delle Trombe, è una villa veneta del XVI secolo sita a Finale, frazione di Agugliaro, in provincia di Vicenza, non distante dalla quasi omonima villa palladiana Villa Saraceno, entrambe originariamente commissionate dalla vicentina famiglia Saraceno. Del complesso fa parte, oltre che dalla recinzione murata perimetrale e agli edifici di servizio, anche una torre colombaia sulla quale è ancora visibile lo stemma araldico della casata.
Benché di costruzione incerta nell'anno di edificazione e nel disegno dell'architetto, anche se si suppone, dalla presenza di alcuni particolari costruttivi, un intervento di Michele Sanmicheli, l'edificio si caratterizza dalla contrapposizione della severità architettonica del massiccio corpo centrale, di pianta quasi perfettamente quadrata, addolcita tuttavia da particolari decorativi che danno eleganza all'insieme, come le modanature della cornice terminale, dove si alternano triglifi e metope, originariamente affrescate ma che il tempo ha irreparabilmente cancellato. Degni di nota sono, inoltre, i trentaquattro scarichi di gronda, a foggia di testa di leone, che, detti trombe, danno all'edificio il nome con il quale è popolarmente noto.